# Balo-i
Baloi ist eine philippinische Stadtgemeinde in der Provinz Lanao del Norte. Sie hat 58.383 Einwohner (Zensus 1. August 2015).

## Baranggays
Baloi ist politisch in 21 Baranggays unterteilt.
| - Abaga - Adapun-Ali (Dariat) - Angandog (Bulao) - Angayen (Balut) - Bangko - Batolacongan (Basagad) - Buenavista - Cadayonan - Daluma - Landa (Gadongan) - Lumbac - Mamaanun | - Maria-Cristina - Matampay - Nangka - Pacalundo - Poblacion East - Poblacion West - Sandor (Daduan) - Sangcad (Cormatan) - Sarip-Alawi (Payawan) - Sigayan |